# Leopoldo Rubinacci
Leopoldo Rubinacci (San Giorgio a Cremano, 13 settembre 1903 – Milano, 19 ottobre 1969) è stato un politico, avvocato e sindacalista italiano.

## Biografia
Parlamentare per la Democrazia Cristiana nelle prime quattro legislature repubblicane (nella prima e nella quarta al Senato della Repubblica, nella seconda e terza alla Camera dei deputati), ricoprì anche diversi incarichi di governo:
- Governo De Gasperi VI[1]: Sottosegretario al lavoro e previdenza sociale
- Governo De Gasperi VII[1], Governo De Gasperi VIII[3], Governo Pella[3]: Ministro del lavoro e della previdenza sociale
- Governo Moro III[2]: Ministro per la ricerca scientifica

Fu anche membro della assemblea parlamentare del Consiglio d'Europa dal 1949 al 1953.
Oltre all'attività politica fu sindacalista dapprima nella CGIL, poi nella CISL, fin dalla nascita della Libera CGIL di cui fu uno dei fondatori. Molto importante anche la sua attività all'interno delle ACLI nei primi anni dalla loro fondazione.